# Albanese Alpen
De Albanese Alpen (Albanees: Bjeshkët e Nemuna of Alpet Shqiptare; Servisch/Montenegrijns: Проклетије, Prokletije) vormen een bergmassief met gletsjers op de grens van Albanië, Kosovo en Montenegro. De Prokletije maakt deel uit van een groter gebergte, de Dinarische Alpen, dat zich uitstrekt van Kroatië tot Albanië.
Het hoogste punt van de Albanese Alpen is de Maja e Jezercës, met een hoogte van 2.694 meter. Deze Albanese top is meteen ook het hoogste punt van de Dinarische Alpen.
De Albanese Alpen hebben een rotsachtige bodem, bestaande uit karst en kalksteen. In vergelijking met de rest van de Dinarische Alpen is de vegetatie er rijk en gevarieerd. In het gebied leven zeldzame diersoorten als de bruine beer en de lynx. Delen van het massief zijn grensoverschrijdend beschermd natuurgebied ('Balkans Peace Park'); Nationaal park Bjeshkët e Nemuna (Kosovo), Nationaal park Prokletije (Montenegro), nationaal park Alpet e Shqipërisë (fusie sinds 2022 van voormalig Nationaal park Theth en Nationaal park Valbonëdal (Albanië)). Het langeafstandswandelpad Peaks of the Balkans Trail loopt door het gebied.